# Reichenbachwaterval
De Reichenbachwaterval ligt aan het einde van de Rosenlaui en is een van de hoogste van de Alpen. Hij ligt in Zwitserland in de buurt van Meiringen in het kanton Bern. De waterval is 250 meter hoog. De hoogste vrije val is 90 meter. 

## In populaire cultuur
De Reichenbachwaterval is de plaats waar (in het verhaal The final problem) de laatste 
ontmoeting tussen Sherlock Holmes en zijn vijand Professor Moriarty plaatsvond. Ze zouden tijdens een gevecht in de afgrond zijn gevallen, maar jaren later bleek dat Holmes het had overleefd.

## Galerij

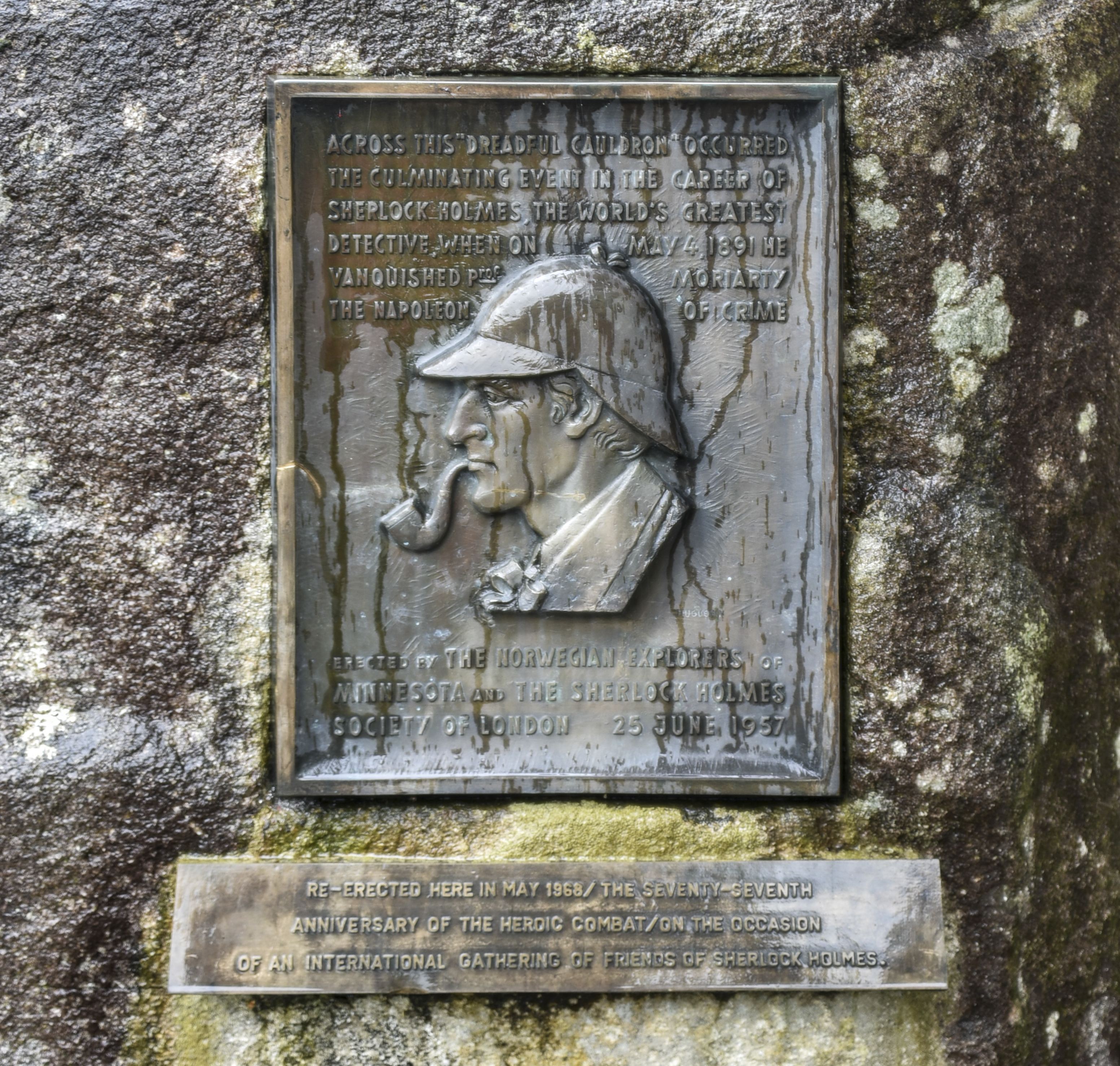
Sherlock Holmes bij de waterval
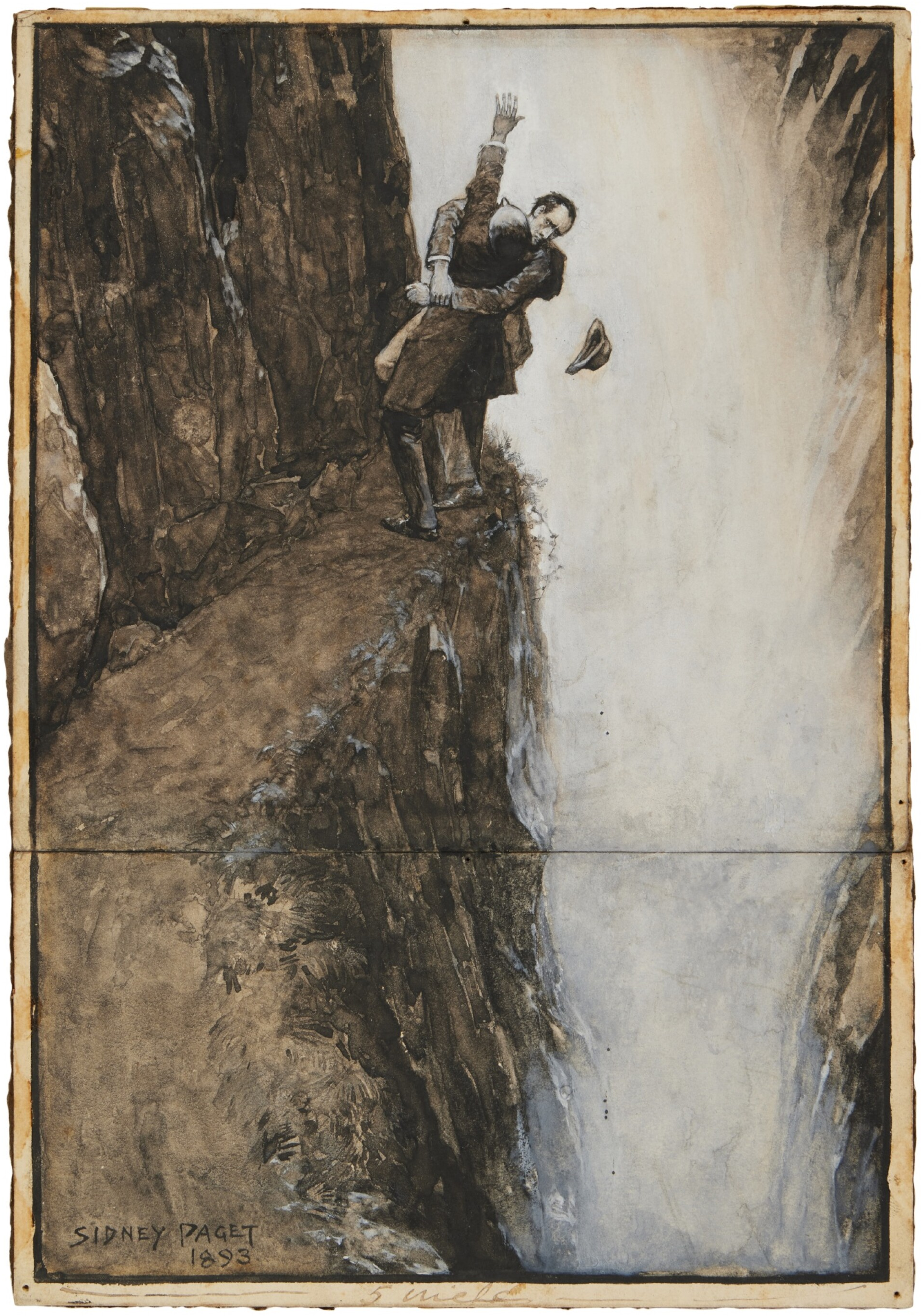
Het gevecht tussen Sherlock Holmes en Professor Moriarty